# Municipio de La Valley
El municipio de La Valley (en inglés: La Valley Township) es un municipio ubicado en el condado de Lincoln en el estado estadounidense de Dakota del Sur. En el año 2010 tenía una población de 550 habitantes y una densidad poblacional de 6,14 personas por km².

## Geografía
El municipio de La Valley se encuentra ubicado en las coordenadas 43°23′13″N 96°44′55″O / 43.38694, -96.74861. Según la Oficina del Censo de los Estados Unidos, el municipio tiene una superficie total de 89.61 km², de la cual 89,61 km² corresponden a tierra firme y (0 %) 0 km² es agua.

## Demografía
Según el censo de 2010, había 550 personas residiendo en el municipio de La Valley. La densidad de población era de 6,14 hab./km². De los 550 habitantes, el municipio de La Valley estaba compuesto por el 99,09 % blancos, el 0,18 % eran de otras razas y el 0,73 % eran de una mezcla de razas. Del total de la población el 0,18 % eran hispanos o latinos de cualquier raza.